# 343 Ostara
343 Ostara (mednarodno ime je tudi 343 Ostara) je asteroid tipa CSGU (po Tholenu). Kaže lastnosti štirih tipov asteroidov (S, C, G in U).

## Odkritje
Asteroid je odkril nemški astronom Max Wolf ( 1863 – 1932) 25. septembra 1892 v Heidelbergu. Imenuje se po Ostari, kar je staronemško ime za  Ēostre anglo-saksonsko boginjo pomladi.

## Lastnosti
Asteroid Ostara obkroži Sonce v 3,75 letih. Njegova tirnica ima izsrednost 0,23, nagnjena pa je za 3,274° proti ekliptiki. Premer asteroida je okoli 19 km.